# جنوب عمیق

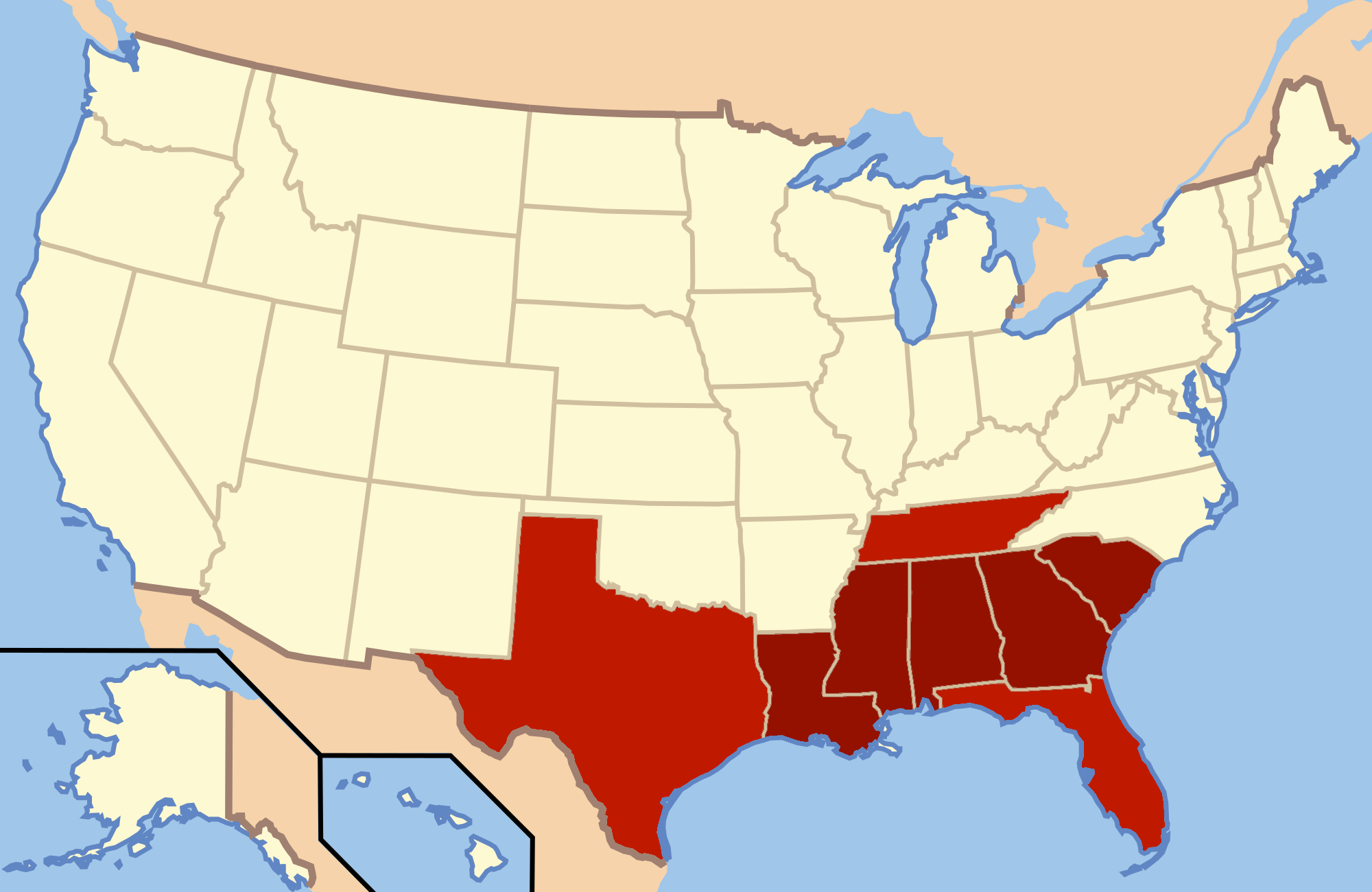
ایالت‌های به رنگ قرمز پررنگ امروزه تشکیل دهندهٔ جنوب عمیق هستند. نواحی مجاور شرق تگزاس، غرب تنسی و شمال فلوریدا نیز بخشی از این زیرمنطقه لحاظ می‌شوند. به طور تاریخی، همهٔ این ایالات در ایالات مؤتلفه آمریکا واقع بودند.

جنوب عمیق (انگلیسی: Deep South) دسته‌ای از زیرمنطقه‌های جغرافیایی و فرهنگی در ایالت‌های جنوبی آمریکا است. به طور تاریخی، این دسته ایالات به دلیل وابستگی بیشتر ایالات آن به کشاورزی از نوع مزارع بزرگ و برده‌داری در دوران پیش از جنگ داخلی آمریکا از ایالت‌های جنوب بالاتر متمایز می‌شوند. به ایالات جنوب عمیق جنوب پایین‌تر یا ایالات پنبه‌ای نیز گفته می‌شد.